# Swsusp
swsusp (Software Suspend(ソフトウェア・サスペンド))は、Linuxカーネルの電源管理フレームワークの一部であるカーネル機能 (つまり、プログラム) である。これはカーネル3.8のデフォルトのサスペンド・フレームワークである。

## 目標
SWSUSPは、アクティブに使用されていないときにシステムを(サスペンドと呼ばれる)低電力状態に移行するのに役立ち、同時にサスペンド前と同じ状態に戻る機能(レジューム/復元と呼ばれる) を提供する。

## 機能
3.8の時点で、Swsuspはサスペンド時に次のオプションを提供する:
- スタンバイ: CPUとメイン・メモリ(RAM)の両方に電源が入っている (CPUは割り込み/WFIを待機している可能性がある)
- RAMへのサスペンド: RAMが起動しセルフ・リフレッシュ状態にあるときに、CPUの電源がオフになる可能性がある。
- ディスクへのサスペンド: CPUレジスタとメモリ内容を含む現在のシステムのスナップショットが、ハードディスクなどの不揮発性メモリにイメージとして保存され、システムの電源がオフになる。

Swsuspの詳細については、Documentation/power/swsusp.txt にあるカーネルのドキュメントを参照してください。

## 使用法
swsuspを有効にするには、カーネル構成時に次を選択する必要がある:
```
Power management options → <*>Power management support (CONFIG_PM) 
Power management options → <*>Software Suspend (CONFIG_SOFTWARE_SUSPEND) 
Power management options → [/dev/resume_partition]Default resume partition (CONFIG_PM_STD_PARTITION) 

```

/dev/resume_partitionは、サスペンドに使用される実際のスワップ・パーティションに置き換える必要がある。それ以外の場合は、システム起動時にパラメータとしてresume=/dev/resume_partition を指定できる。実際のサスペンドは次のように行われる:
echo shutdown > /sys/power/disk; echo disk > /sys/power/state
次の方法で利用可能な他の一時停止オプションを確認できる:
cat /sys/power/state
カーネル設定に応じて、[スタンバイ] メモリ ディスク のようなものが表示される
ディスクの下で利用可能なオプションは、次の方法で表示できる:
cat /sys/power/disk
カーネル設定に応じて、[プラットフォーム] シャットダウン 再起動 のようなものが表示される
swsuspには圧縮とグラフィカルな進行状況の表示がないが、これはuswsuspを通じて提供される。